# طوم غيلمارتن
طوم غيلمارتن هو سياسي أمريكي، ولد في 10 ديسمبر 1924 في يونغزتاون في الولايات المتحدة، وتوفي في 18 يناير 2012 في أوستنتاون في الولايات المتحدة. نشط حزبياً في الحزب الديمقراطي. وقد انتخب عضو مجلس نواب أوهايو ‏.